# Lucena del Cid
Lucena del Cid település Spanyolországban, Castellón tartományban. Lucena del Cid Atzeneta del Maestrat, L'Alcora, Argelita, Castillo de Villamalefa, Fanzara, Figueroles, Ludiente, Les Useres és Chodos községekkel határos. Lakosainak száma 1420 fő (2024).

## Népesség
A település népessége az elmúlt években az alábbi módon változott:
| Lakosok száma | 1541 | 1550 | 1605 | 1585 | 1516 | 1417 | 1372 | 1302 | 1308 | 1420 |
|               | 2001 | 2004 | 2006 | 2009 | 2011 | 2014 | 2016 | 2019 | 2021 | 2024 |